# Oligia versicolor
Oligia versicolor là một loài bướm đêm trong họ Noctuidae.